# (3241) Yeshuhua
(3241) Yeshuhua ist ein Asteroid des Hauptgürtels, der am 28. November 1978 am Purple-Mountain-Observatorium in Nanjing entdeckt wurde.
Benannt ist der Asteroid zu Ehren der chinesischen Astronomin Shuhua Ye.